# Pigafetta (genre)
Pour les articles homonymes, voir Pigafetta.
Genre
Classification phylogénétique
Espèces de rang inférieur
- Pigafetta elata
- Pigafetta filaris

Pigafetta est un genre de palmiers de la famille des Arecaceae. On trouve les espèces de ce genre dans les îles Moluques, Sulawesi, et dans l'ouest de la Nouvelle-Guinée. Il contient les espèces suivantes :
- Pigafetta elata
- Pigafetta filaris

## Classification
- Famille des Arecaceae
  - Sous-famille des Calamoideae
    - Tribu des Calameae
      - Sous-tribu des Pigafettinae[1]